# Замок Виртемберг
Замок Виртемберг или Вюртемберг (нем. Burg Wirtemberg) — ныне не существующий родовой замок графов фон Вюртемберг в районе Ротенберг немецкого города Штутгарт в федеральной земле Баден-Вюртемберг.
Замок был выстроен, вероятно, в XI веке на одноимённом холме на высоте 411 метров над уровнем моря, после того как предки вюртембергских графов были вынуждены оставить своё прежнее родовое имение, замок Бойтельсбах (Burg Beutelsbach, на территории современного города Вайнштадт). В период с 1080 года по 1819 год на этом месте поочерёдно существовало три замка с таким названием.

## Название
Точное происхождение названия замка Виртемберг (Wirtemberg), которое видоизменялось в течение времени многократно от «Вирдеберх» к «Верденберк» и, наконец, к «Виртинсберк» неизвестно, и уже в Средние века считалось загадочным. Во всяком случае, форма написания «Вюртемберг» утвердилась лишь в начале XIX века вместе со становлением королевства Вюртемберг.
Ранее распространённое предположение, что название холма и замка произведено от находившегося в сегодняшнем Люксембурге (вероятная родина вюртембергских графов) «Вирдеберга», сегодня считается маловероятной.
С языковой точки зрения, слово Вюртемберг, с большой долей вероятности — кельтского происхождения, и могло произойти от римско-кельтского «Виродунум», в котором окончание «-дунум» указывает на укреплённый характер места. Затем сокращённое до «Виртен» и дополненное уточняющим «-берг», либо «бург» (гора, либо замок, соответственно), оно и могло создать известную форму слова. Эта теория подкрепляется, как правило, многочисленными, также предположительно кельтскими, топонимами в районе Бад-Каннштатта (сегодня один из районов Штутгарта).

## Исторический очерк
Существование первого замка Виртемберг, представлявшего собой укрепление с тремя рядами стен и множеством хозяйственных построек, впервые зафиксировано в высеченной в камне надписи 1083 года в связи с освящением замковой капеллы вормсским епископом Адальбертом.
В 1311 году при графе Эберхарде I, вступившем в конфликт с императором Генрихом VII и союзом швабских имперских городов замок был полностью разрушен. В ходе этой гражданской войны Эберхард I пришёл к мысли перенести графскую резиденцию в Штутгарт, что привело к кардинальной перестройке так называемого Старого замка.
Восстановленный в меньшем объёме, замок был повторно дотла сожжён в 1519 году в ходе войны со Швабским союзом, причиной которой стала исключительно агрессивная территориальная политика герцога Ульриха, в частности, осада города Ройтлинген. Как следствие, герцог был отстранён от власти, и смог вернуть свои владения лишь в 1534 году при помощи гессенского ландграфа Филиппа I.
Снова возведённый на том же месте, замок был уже в 1547 году в ходе Шмалькальденской войны занят имперскими войсками Карла V под командованием герцога Альбы.

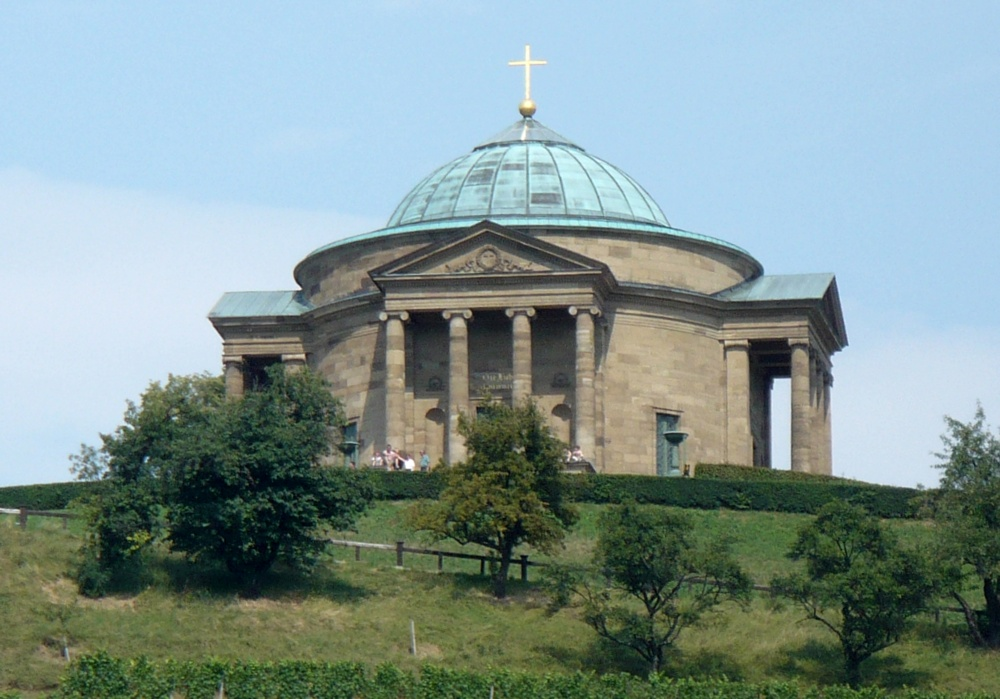
Капелла на месте замка Виртемберг

В 1819 году находившееся в плохом состоянии сооружение было окончательно разобрано, а на его месте по проекту придворного архитектора Джованни Салуччи (Giovanni Battista Salucci, 1769—1845) выстроена надгробная капелла (мавзолей) для скоропостижно скончавшейся Екатерины Павловны, жены вюртембергского короля Вильгельма I.